# Sparrenzanger
De sparrenzanger (Setophaga fusca, synoniem: Dendroica fusca) is een zangvogel uit de familie der Parulidae (Amerikaanse zangers).

## Verspreiding en leefgebied
Deze soort komt voor in noordelijk, noordoostelijk en het oostelijke deel van Centraal-Noord-Amerika.